# 男人與他的海
《男人與他的海》，於2020年出品的臺灣紀錄片，為臺灣導演黃嘉俊的作品。

## 獎項及提名
| 類別       | 頒獎日期      | 獎項         | 名字             | 結果 | 參考  |
| ---------- | ------------- | ------------ | ---------------- | ---- | ----- |
| 臺北電影獎 | 2020年7月11日 | 最佳紀錄片   | 《男人與他的海》 | 提名 | [ 2 ] |
| 臺北電影獎 | 2020年7月11日 | 最佳配樂     | 林生祥           | 提名 | [ 2 ] |
| 臺北電影獎 | 2020年7月11日 | 最佳聲音設計 | 杜篤之、杜則剛   | 提名 | [ 2 ] |
| 臺北電影獎 | 2020年7月11日 | 媒體評審獎   | 《男人與他的海》 | 獲獎 | [ 2 ] |

## 外部連結
- 豆瓣电影上《男人與他的海》的資料 （简体中文）
- 開眼電影網上《男人與他的海》的資料（繁體中文）
- 台灣電影網上《男人與他的海》的資料（繁體中文）
- 互联网电影数据库（IMDb）上《男人與他的海》的资料（英文）